# Mario Longo
Mario Longo (Napoli, 21 agosto 1964) è un ex velocista italiano, medaglia di bronzo con la staffetta 4×100 metri ai Campionati europei di Spalato 1990 e finalista ai Mondiali di Tokyo 1991.

## Biografia
Nuove emozioni riserva l'atletica leggera a Longo, superati i 40 anni, allorché si dedica all'attività master con ottimi risultati quali il doppio titolo europeo sui 60 metri piani e sui 200 metri piani, nel 2009 ad Ancona.

## Palmarès
| Anno | Manifestazione | Sede          | Evento      | Risultato | Prestazione | Note |
| ---- | -------------- | ------------- | ----------- | --------- | ----------- | ---- |
| 1990 | Europei        | Spalato       | 4×100 metri | Bronzo    | 38"39       |      |
| 1991 | Mondiali       | Tokyo         | 4×100 metri | 5º        | 38"52       |      |
| 1992 | Europei indoor | Genova        | 60 metri    | 8º        | 6"77        |      |
| 2007 | Europei indoor | Helsinki      | 60 metri    | 1º        | 6"97        | M 40 |
| 2013 | Europei indoor | San Sebastian | 60 metri    | 1º        | 7"00        | M 45 |
| 2016 | Europei indoor | Ancona        | 60 metri    | 1º        | 7"04        | M 50 |

## Campionati nazionali
1988
- Bronzo ai campionati italiani assoluti indoor, 60 iarde - 6"38